# Michael Eklund
Pour les articles homonymes, voir Eklund.
Michael Eklund, né le 31 juillet 1974 à Saskatoon, en Saskatchewan (Canada), est un acteur canadien.

## Filmographie

### Cinéma
- 2001 : Blackwoods : Billy
- 2002 : Chien de flic 3 (K-9: P.I.) de Richard J. Lewis
- 2003 : House of the Dead : Hugh
- 2003 : Battlestar Galactica (mini-série) : Posna
- 2005 : Painkiller Jane de Sanford Bookstaver
- 2006 : 8 jours pour mon fils (Eight Days to Live) de Norma Bailey (TV)
- 2007 : Walk All Over Me de Robert Cuffley
- 2007 : BloodRayne 2: Deliverance d’Uwe Boll
- 2009 : L'Imaginarium du docteur Parnassus (The Imaginarium of Doctor Parnassus) de Terry Gilliam
- 2009 : La Mort au bout du fil de Rob Cowan : Adam Brickles
- 2010 : Gunless de William Phillips : Larry
- 2011 : Swat : Force Commando (Tactical Force) de Adamo P. Cultraro : Kenny
- 2011 : The Divide de Xavier Gens : Bobby
- 2011 : The Day de Douglas Aarniokoski
- 2012 : Errors of the Human Body d’Eron Sheean
- 2013 : The Marine 3: Homefront
- 2013 : Ferocious  : Eric
- 2013 : The Call de Brad Anderson : Michael Foster
- 2013 : Tom, Dick & Harriet (Tom Dick & Harriet) (TV) : Reese Danzinger
- 2014 : Cruel & Unusual : Julien
- 2014 : Poker Night de Greg Francis
- 2014 : Primary de Ross Ferguson : Harry
- 2014 : See No Evil 2 : Holden
- 2014 : What an Idiot : Bradley
- 2015 : Eadweard : Eadweard Muybridge
- 2015 : Vendetta : Warden Snyder
- 2015 : Into the Forest : Stan
- 2015 : Dark : Benoit
- 2016 : Mr. Right de Paco Cabezas : Johnny Moon
- 2016 : The Confirmation de Bob Nelson : Tucker
- 2016 : Dead Draw de Bryan Klemesrud : Mack
- 2017 : Chokeslam : Luke Petrie
- 2017 : The Sound : Détective Richard
- 2017 : Stegman Is Dead : Gus
- 2018 : Le Paquet (The Package) de Jake Szymanski : L'employé de la station-service
- 2019 : Sang Froid de Hans Petter Moland : Steve « Speedo » Milliner
- 2022 : Detective Knight: Rogue de Edward John Drake : Winna
- 2025 : Piégé (Locked) de David Yarovesky

### Séries
| Année 2005  | Titre Master of Horrors saison 1 ep 11 Serial auto-stoppeur (pick me up) | Rôle Caissier             | Notes realisateur Larry Cohen                                        |
| ----------- | ------------------------------------------------------------------------ | ------------------------- | -------------------------------------------------------------------- |
| 2001        | Smallville                                                               | Will                      | Episode : "Jitters"                                                  |
| 2003        | Battlestar Galactica                                                     | Posna                     | Mini série Part 1 et 2                                               |
| 2007        | Psych                                                                    | Ruben Leonard             | Episode : "Cloudy... With a Chance of Murder"                        |
| 2007        | Smallville                                                               | Richtor Maddox            | Episode : "Combat"                                                   |
| 2007        | Blood Ties                                                               | Norman Bridewell          | 3 épisodes ("Blood Ties", "Blood Ties : Part 2" et "Norman")         |
| 2009        | Supernatural                                                             | Ed Brewer                 | Episode : "Monster Movie"                                            |
| 2010        | Caprica                                                                  | Waylon                    | Episode : "Rebirth"                                                  |
| 2010        | Fringe                                                                   | Milo                      | Episode : "The Plateau"                                              |
| 2011        | True Justice                                                             | Miles Toole               | 2 épisodes ("Black Magic" et "Dark Vengeance : Part 2")              |
| 2012        | Alcatraz                                                                 | Kit Nelson                | 2 épisodes ("Kit Nelson" et "Webb Porter")                           |
| 2013        | Arrow                                                                    | Barton Mathis/Dollmaker   | 2 épisodes ("Broken Dolls" et "State v. Queen")                      |
| 2014        | Bates Motel                                                              | Zane Morgan               | 8 épisodes                                                           |
| 2014        | Almost Human                                                             | Eric Lathem               | Episode : "Beholder"                                                 |
| 2015        | Gotham                                                                   | Bob                       | Episode : "Welcome Back, Jim Gordon"                                 |
| 2015        | Continuum                                                                | Robert Zorin              | 5 épisodes                                                           |
| 2016 - 2018 | Wynonna Earp                                                             | Bobo Del Rey/Robert Svane | 19 épisodes                                                          |
| 2016 - 2017 | Dirk Gently, détective holistique                                        | Martin                    | 14 épisodes                                                          |
| 2018        | Altered Carbon                                                           | Dimi The Twin             | 3 épisodes ("In a Lonely Place", "Force of Evil" et "The Wrong Man") |
| 2018        | Van Helsing                                                              | Jacob Van Helsing         | Episode : "Crooked Steps"                                            |